# イエティ
イエティ（英語など:yeti / 雪男 / 雪人）は、ヒマラヤ山脈に住むといわれているUMA（未確認動物）である。全身が毛に覆われ、直立歩行するとされる。イエティのほか、体の大きな順にテューティ（大）、ミティ（中）、テルマー（小）など種類がいるとされ、イエティとこれらの種は家族だとも言われている。

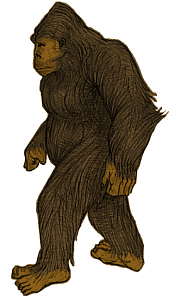
イエティのイラスト（想像図）

## 概要
イエティは、シェルパ族の言葉で岩を意味する"Yah"と動物を意味する"Teh"が語源である。現地では伝承としてその存在が伝えられていたが、1887年、イギリスのウォーデル大佐が足跡を発見したことで世界に知られるようになった。
シェルパ族以外の言葉では、おおむね、チベット仏教圏と一致する地域に同一種の物語が広まっており、ブータンやシッキムではメギュ、チベットのラサやチャンタンではテモ、東チベット及びネパールのムスタンやトルボではメテ、と国や地域ごとに呼称が異なる。
ブータンではミゲやグレットムの名でも知られる他、体長1m程で物まねに長ける二足歩行のミルゴンと呼ばれる生物ともしばしば混同される。
その後、実物を目撃したとの報告もあり、1954年のイギリスのデイリー・メール紙のものを皮切りに各国より何度となく探査隊が派遣されている。日本では1959年に東京大学医学部で小川鼎三教授を代表とする「日本雪男研究グループ」が結成され、毎日新聞社をスポンサーとして、6名の学術探検隊がエベレスト山麓に派遣された。
現地では巨大でヤクを襲うズーティ（「ゾ程の熊」が語源）、2メートルほどの大きさでナキウサギを捕食するミィティ（「人程の熊」が語源）など数種類の呼び名がある。このうちズーティについては、ヒグマのことを指しているのではないかといわれる。
クンブ地方のシェルパによれば、ミティは人を食べ、チュティは動物を食べ、イエティは悪さだけをすると概ね説明されるが、この特徴は曖昧で説明する人によっても入れ替わる。
シェルパのセン　テンシンがチャンボチェで目撃したイエティの体つきはずんぐりして類人猿に似ており、背の高さは150～165cmほど。赤褐色または灰褐色（黒っぽい色）の短くてかたい毛に覆われ、肩のあたりの毛はやや長い。頭は大きく、頭頂部は尖り、耳は小さく、顔には毛はない。口は大きく、歯は大きいが尖った牙はない。二足歩行をしているが、急ぐ時や岩を登るときには四足歩行も行う。足は大きく、尾はない。
クムジュン村在住でイエティに襲われたハクパ・ドマによると、からだの大きさは3歳のヤクほどで手足の爪は長い。雌雄の判別はできなかったが、全身が褐色の毛で覆われている。頭髪は桃割れのように左右に分かれ、前額が突き出て、眼窟が落ちくぼんでいる。口を開けて吠えたてたとき見えた前歯は、人間の人さし頻と中指を並べたぐらいの大きさ。尻尾はなかったようだ。足は逆むきについている。
よく、汚れた雪男（アボミナブル・スノーマン）と誤称され（ミテー・カンミの誤訳）、背の高い白い毛皮の動物とされてしまう。
登山家のラインホルト・メスナーによると「イエティ」はシェルパが用いた名称イェーテー（岩場の動物）またはメーテー（人熊（チベットではズーテー（牛熊）という））（これらは後ろ足で立って歩くこともあるヒマラヤヒグマと同じ名前）に由来するとされる。

## 歴史
1921年9月22日ハワード・バリー大佐とその登山隊はエベレストの標高7700メートル地点で大きな足跡を発見した。バリーはそれをオオカミのものだと考えたがチベット人たちは雪男のものだと考えた｡なお、ハイイロオオカミは大型であり、跳ねるように走り、二重に足跡がつくことがあるという。
1951年11月8日登山家のエリック・シプトンらはエベレスト山のメンルング・ツエ南西斜面にて人間の物によく似た足跡を発見した。その足跡は1.5キロ先のモレーン氷河まで続いていたが、そこで足跡は途切れていたので取り敢えずその足跡の画像を撮影した。この写真はのちにイエティの足跡を写したものだとして人々の注目を集めた。
1958年、ノーマン・ディーレンファース率いる雪男探検隊の参加者が、人間を小型にしたような黒毛で覆われ、手足は人間そっくりの動物が、森の中の川岸の石の上でカエルを食べていたのを目撃した。現在も目撃されている。
30年前、ハクパ・ドマがイエティに襲われる直前には、頭が痛くなるような強烈な悪臭が立ち込め、背後から一撃をくらい失神したハクパ・ドマが我に返って死んだふりをしていると、イエティはハクパ・ドマが放牧していたヤクの2本のツノを両手でつかんで引き裂くようにしてへし折り、腹部を手でえぐって殺し、さらに騒ぎ立てた他のヤクを次々と2頭殺したあと、仔ヤクを岩にたたきつけ、殺した3頭のヤクの腹部の裂傷に顔を埋めて血を飲んでいたという。ヤクの生血で空腹を満して奥山に姿を消したイエティの足の運びは非常に速く、足指を内側にすぼめて歩いていたという。

### 神話・信仰
伝承では、イエティは風のようなもので音はしても姿かたちは見えず、イエティを見ると病気になると言われている。
ほかにも、反踵といって足が逆向きについている、だとか、メスは気根のように垂れ下がった大きな乳房をつけているので、下り坂を走るときは邪魔になって早くは走れない。だから、襲われそうになって逃げるとしたら斜面を駆け下ればいい、といった中国の野人伝説と類似した話がある。目に見えないのに姿がわかっていることについて、あるラマ (チベット)に根深誠が質問すると、「目に見えなくても心に映る」と答えたという。
人語を解さず甲高い声を上げるが、高徳の僧ならば会話できるという。
イエティ伝説発祥のタルガ村では、「イエティが毎年ジャガイモの畑を掘り起こすので、物まねをする習性を利用して皆殺しにしたが、それに加わらなかった妊婦のイエティがひとりだけ生き延びて行方を晦ましたので、現在いるイエティは、すべてその妊婦の子孫である」と言い伝えられている。
クーンブ地方にチベット仏教を布教したラマ・サンガドルジェという高僧の召使がイエティ夫妻だったとしてとして神格化され、その頭皮がパンボチェ僧院にかつて保存されていたとされており、
ラマ・サンガ・ドルヂェの法要祭ドゥムヂェに参加するギャマカカという道化役は、ナムチェ村のゴンパに安置されているイエティの頭皮を被って観客に悪ふざけをする。
また、「チベットでもっとも有名な医者ユトック・ユンテン・ゴンブがイエティ(メテ)を助け、お礼に貰った袋を開けるとトルコ石が屋根を覆った」という報恩譚も言い伝えられている。
イエティが窓から入ってくると家の者が病気になったり死んだりすると恐れられ、真っすぐに立って歩く習性があるので家の窓を小さくしておくというシェルパの伝統があったが、現在は廃れている。
現在見つからない理由としては、観光客もしくは村の人間が増えたために大きな山や森に逃げて行ったとも、両地区の力持ちもしくは土地神の力比べに勝った地区が負けた地区にイエティとミルゴンを連れて行ったとも、グル・リンポチェが調伏し、仏教の守護者となったためとも言われている。

## 正体
イエティの正体については、ヒグマ説、ラングール説、未知の巨大類人猿（或いは新生代第三期の大型類人猿ギガントピテクス或いはその祖先、ネアンデルタール人）説、ヒンドゥー教の修行僧の見間違え説など様々である。
1937年大英博物館のガイ・ドルマンはアメリカの雑誌ザ・タイムスにてイエティの正体はヒマラヤラングールとししっ鼻ラングール(キンシコウ)ではないかという説を発表した。しかしイエティの足跡とされるものが発見されている地域にラングールは生息していない｡
1952年動物学者のベルナール・ユーヴェルマンスはフランスのシアンス・エ・アブニール誌にイエティの正体はギガントピテクスの近種だとする説を投稿した。その説は他の科学者達によって突拍子もない話だとして切り捨てられた。一方ロシアの動物学者ウラジミール・チェルネツキーは『忌まわしき雪男探検隊・1955年』にてユーヴェルマンスの理論と類似した説を展開している。
1960年に探検家のエドモンド・ヒラリーら18名参加の国際学術探査隊がエベレスト山麓を調査し、以下のような結果を発表した。
- 「イエティの足跡」はキツネのもの。
- ネパールのラマ教寺院に保存されている「イエティの頭皮」はカモシカの一種のもの。
- 「イエティの鳴き声」はユキヒョウのもの。
- 大きなイエティ「チュッテー」の毛や糞はヒグマのもの。
- 中くらいのイエティ「ミッテー」の毛と糞はカモシカのもの。
- 小さなイエティ「テルマー」の毛と糞はアカゲザルのもの。

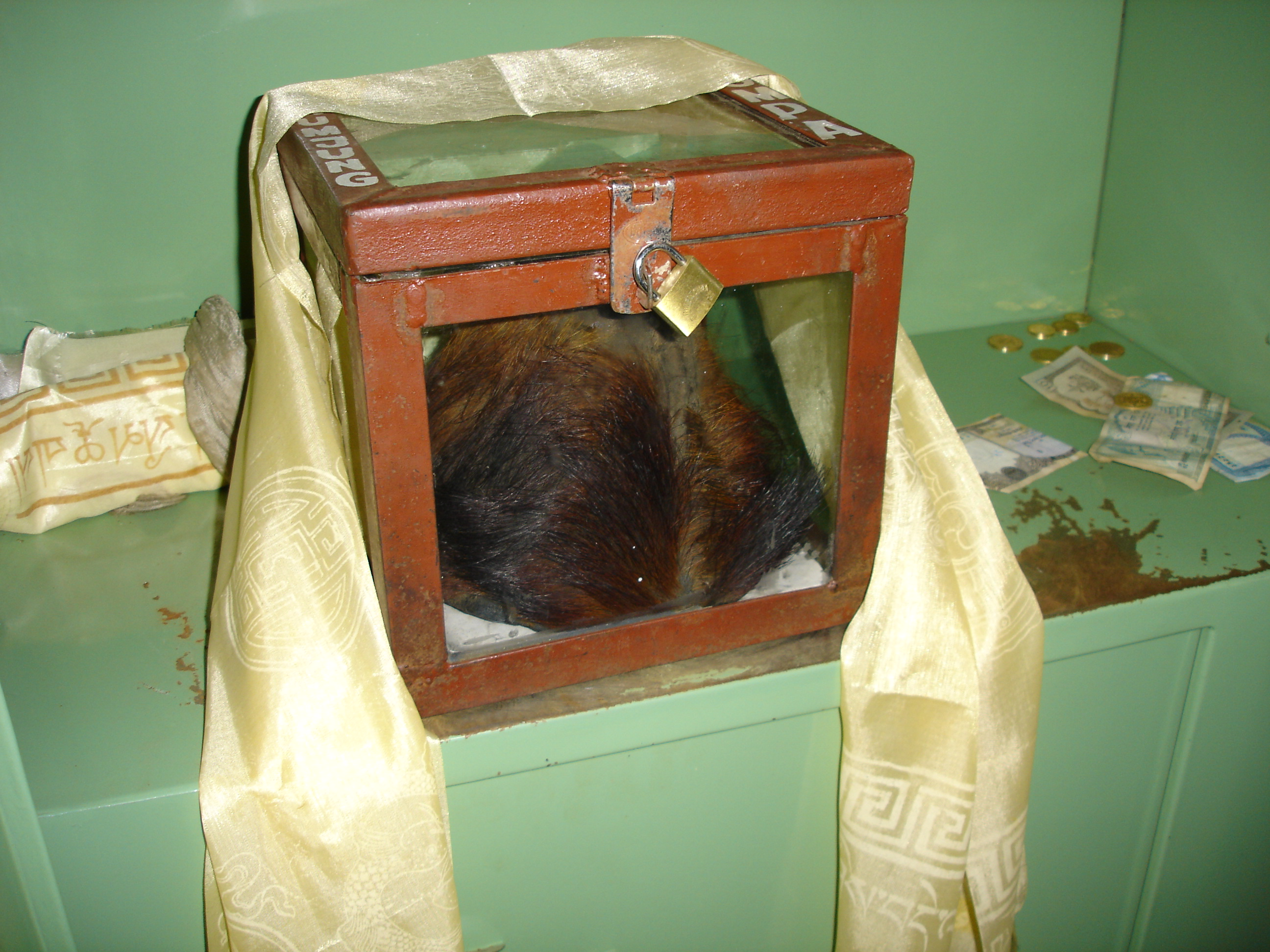
イエティのものだと称されている頭部（ネパール、クムジュンの僧院）

最近では、シェルパにヒグマの姿を見せたところ、彼らが「イエティ」と認識したことが判明している。
ブータンで「雪男」を指すとされた「メギュ」、チベットでの「テモ」もヒグマを指す名称だった。
1959年、地元住民が日本の登山隊に差し出した「イエティの毛皮」もヒグマのものだった。
2003年にチベットで調査をおこなった登山家の根深誠も、チベットで「雪男」を指す「メテ」、「ミティ」は人を意味する"mi"とチベットヒグマを意味する"dred"が語源だったと、イエティはヒグマであったとの結論を出している。
。
ラインホルト・メスナーの著書『My Quest for the Yeti』には、そもそもイギリスのエベレスト登山隊がイエティを未確認動物にして資金を集めていた事実が1930年代にドイツの探検家・動物学者E・シェーファーによって証されていたことが記載されている。多くの登山家達が資金繰りに悩んだあげく、故意かどうかは別にして、地元でイエティと呼ばれていたヒグマを未確認生物に仕立て上げ、資金源にしていた、と根深誠は述べている。
2017年12月、アメリカの研究チームが、イギリス王立協会紀要「フィロソフィカル・トランザクションズ」に「正体はクマの可能性大」と発表した。
ブータンの地元民はゴリラの姿として認識しているという2020年の報告もある。